# George Walter
George Herbert Walter, né le 8 septembre 1928 à Saint John's (Antigua) et mort le 4 mars 2008 dans la même ville, est un syndicaliste et homme politique, Premier ministre d'Antigua-et-Barbuda de 1971 à 1976.

## Biographie
George Herbert Walter est né le 8 septembre 1928 à Saint John's dans une famille de la classe moyenne noire. Il suit ses études secondaires à la Antigua Grammar School  et à dix-huit ans il reprend la gestion de la ferme familiale, puis ajoute ensuite une activité de pêcheur. En 1955, il devient pêcheur professionnel et s'installe à Saint John's. Il fonde rapidement la Fishermen's Association pour défendre les conditions de travail et les salaires des pêcheurs. Cette association s'affilie rapidement à l'Antigua Trades and Labour Union (AT&LU). George Walter commence à écrire régulièrement dans Worker's Voice, le journal de l'AT&LU. En 1958, il devient l'éditeur et le dirigeant du journal qu'il développe suffisamment pour en faire un journal rentable.
En 1960, il devient secrétaire général de l'Antigua Trades and Labour Union (AT&LU), jusqu'en 1967. Sous sa direction, l'ATLU croit considérablement, s'implantant dans tous les secteurs de l'économie, y compris le tourisme ou la banque. En 1967, il devient même le second vice-président du Caribbean Congress of Labour (en). Cependant, Vere Bird, Ministre en chef d'Antigua, leader de l'AT&LU et du Parti travailliste d'Antigua, l'accuse alors de vouloir faire tomber le gouvernement et l'exclut du Parti et du syndicat.
George Walter fonde l'Union des travailleurs d'Antigua-et-Barbuda (AWU) qui connait une croissance rapide. En mars 1968, une grève générale à l'appel de l'AWU provoque des émeutes et des blessés et des manifestations demandent la démission de Bird Sr. L'état d'urgence est proclamé, mais le calme revient quand la liberté d'affiliation syndicale est donnée aux travailleurs. En avril 1968, Walter donne sa démission de l'AWU et fonde un nouveau parti, le Mouvement travailliste progressiste (PLM) dont il devient le chef politique.
En 1971, George Walter est élu dans la circonscription de All Saints West et le PLM remporte les élections législatives avec treize sièges sur dix-sept. George Walter devient Premier ministre d'Antigua-et-Barbuda le 14 février 1971. Son gouvernement développe la loi sur la sécurité sociale, le code du travail qui a été copié dans tous les territoires anglophones de la Caraïbe, la loi sur la représentation du peuple et la création de la Banque de développement d'Antigua-et-Barbuda.
Lors de la campagne de 1976, il milite pour l'indépendance totale du territoire. S'il est réélu député de All Saints, le PLM perd sa majorité, avec cinq sièges seulement contre onze pour l'ALP. Face à Vere Bird qui retrouve le pouvoir, Walter devient le chef de l'opposition.
En 1980, le Parti travailliste remporte de nouveau les élections, Walter renonce à ses fonctions à la tête du Mouvement travailliste progressiste pour se retirer dans sa ferme.
Il est anobli en 2000 en étant décoré de la Grande Croix de l'Ordre de Saint-Michel et Saint-Georges. Il meurt à Saint-John's le 4 mars 2008.

## Sources et références
1. 1 2 3 4 5  (en) Natasha Lightfoot, « Walter, George Herbert », dans Franklin W. Knight et Henry Louis Gates, Jr., Dictionary of Caribbean and Afro-Latin American Biograph, Oxford, Oxford University Press, 2016 (ISBN 9780199935796), vol. 6, p. 325-326.
2. ↑  (en) « Antigua and Barbuda General Election Results - 11 February 1971 »(Archive.org • Wikiwix • Archive.is • Google • Que faire ?), sur caribbeanelections.com (consulté le 6 janvier 2021).
3. ↑  (en) « George Herbert Walter »(Archive.org • Wikiwix • Archive.is • Google • Que faire ?), sur caribbeanelections.comconsulté le=7 janvier 2021.
4. ↑  (en) « Antigua and Barbuda General Election Results - 18 February 1976 »(Archive.org • Wikiwix • Archive.is • Google • Que faire ?), sur caribbeanelections.com (consulté le 7 janvier 2021).
5. ↑  (en) « Antigua and Barbuda General Election Results - 24 April 1980 »(Archive.org • Wikiwix • Archive.is • Google • Que faire ?), sur caribbeanelections.com (consulté le 7 janvier 2021).
6. ↑  (en) « George Walter, a Leader of Antigua, Dies at 79 », The New York Times,‎ 6 mars 2008 (lire en ligne, consulté le 16 décembre 2020).